# Monument voor Britse vliegers

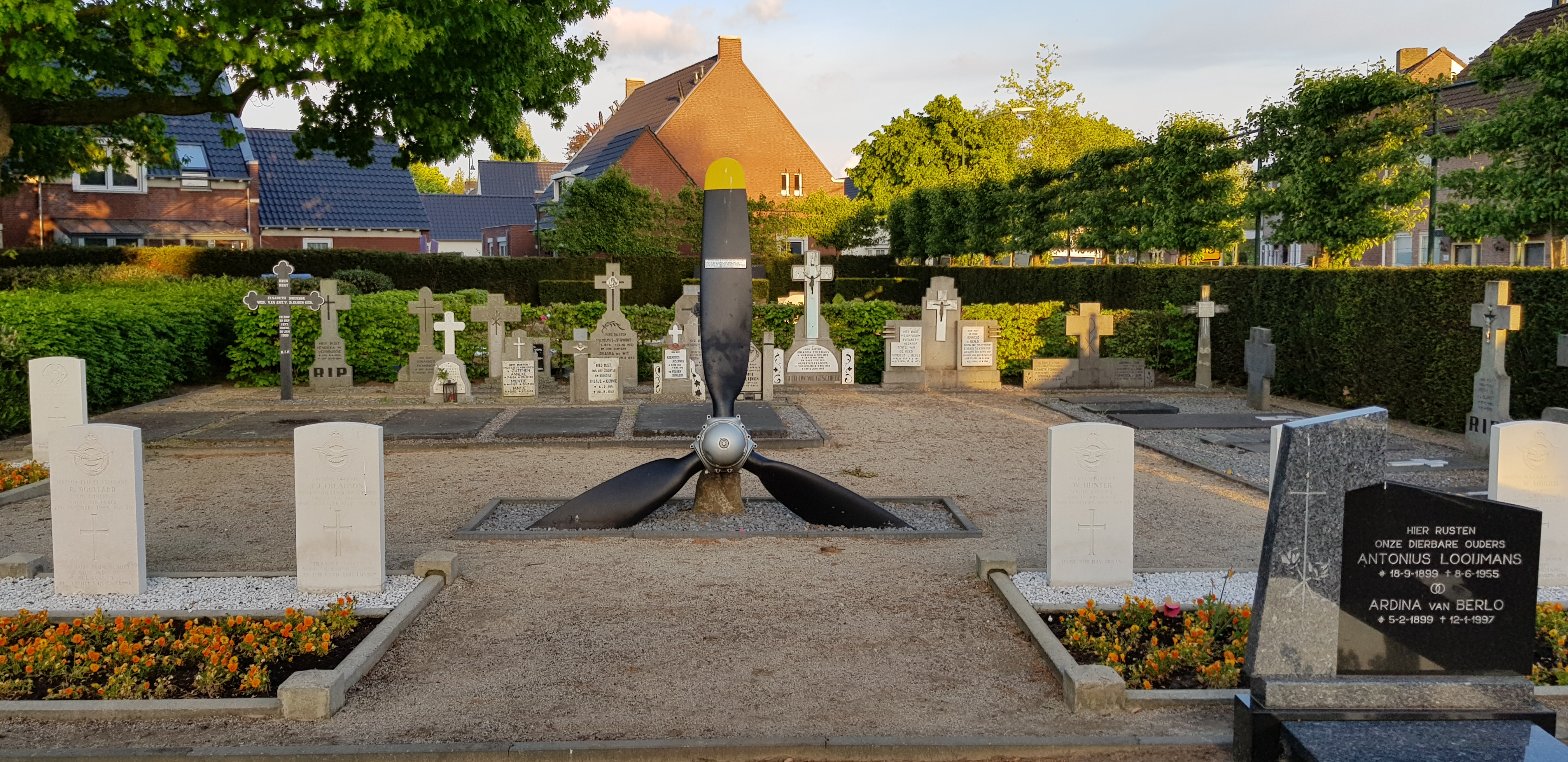
Het monument voor Britse vliegers op het kerkhof in Erp.

Het oorlogsmonument Monument voor Britse vliegers in Erp in de gemeente Meierijstad, Noord-Brabant is gelegen op het kerkhof van Erp. Het bestaat uit een propeller van een Brits oorlogsvliegtuig en negen graven van Britse soldaten. 

## Het monument
Het monument bestaat uit een propeller waarop een metalen plaat met tekst is bevestigd. De propeller is afkomstig van een Britse C-47A Skytrain met de bijnaam ‘Sonya’, onderdeel van Operatie Market Garden. Het vliegtuig stortte neer op 17 september 1944 op de Vogelenzang in Erp. Het monument bevat daarnaast negen identieke graven van Britse bemanningsleden. Acht daarvan zijn van militairen omgekomen door een botsing van twee Britse bommenwerpers op 2 november 1944. Het andere graf is van een Britse landmachtsoldaat verdronken in de Zuid-Willemsvaart op 11 oktober 1944.  

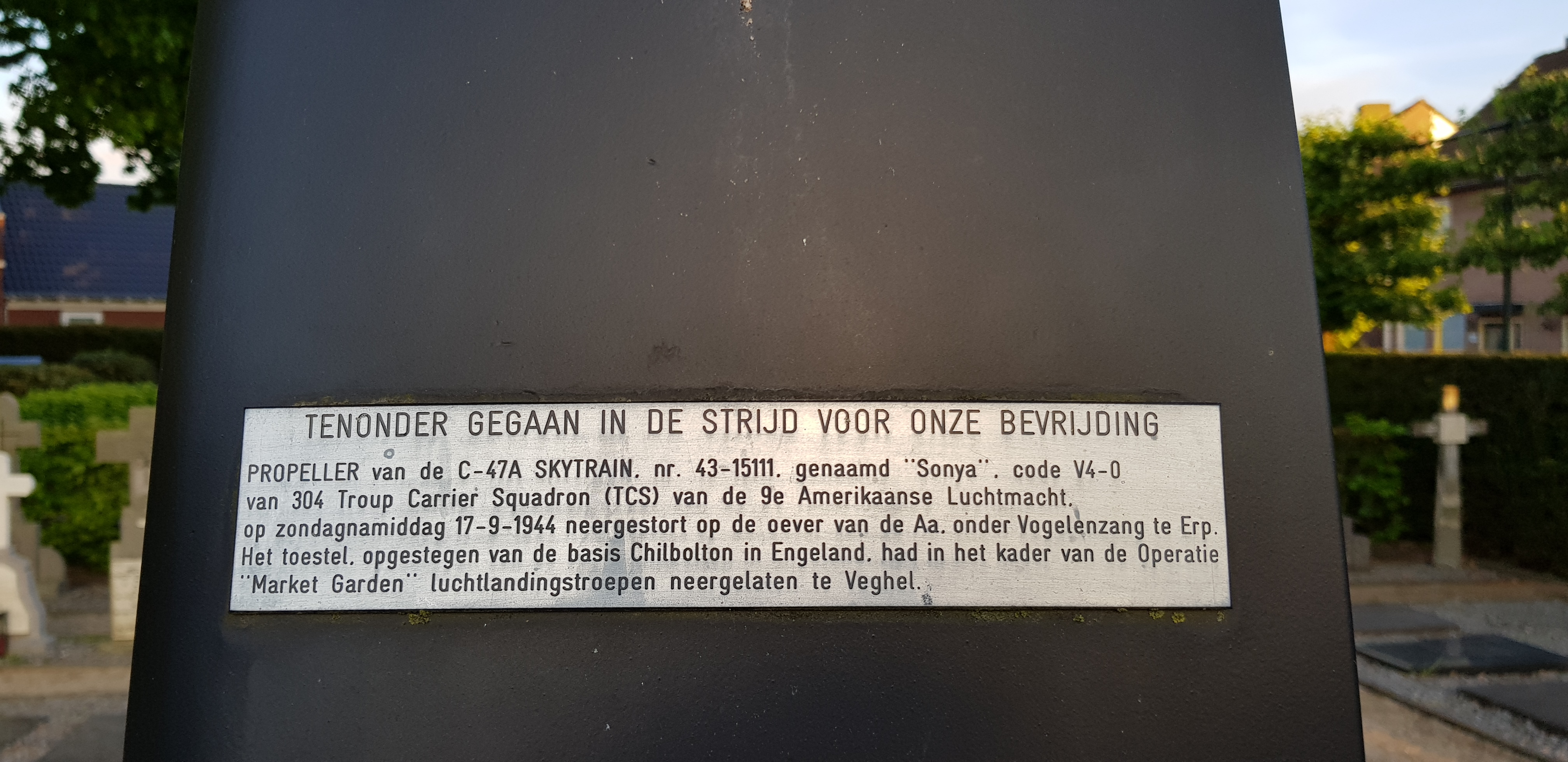
Metalen plaat met tekst op de propeller van de C-47A Skytrain.

De tekst bij de propeller luidt:   
TENONDER GEGAAN IN DE STRIJD VOOR ONZE BEVRIJDING PROPELLER van de C-47A SKYTRAIN, nr. 43-15111, genaamd ‘Sonya’, code V4-0 van 304 Troup Carrier  Squadron (TCS) van de 9e Amerikaanse Luchtmacht. Op zondagmiddag 17-9-1944 neergestort op de oever van de Aa onder Vogelenzang te Erp. Het toestel, opgestegen van de basis Chilbolton in Engeland, had in het kader van de Operatie ‘Market Garden’ luchtlandingstroepen neergelaten te Veghel.

## Geschiedenis

### Heldendaad van Herbert Schulman
Op zondag 17 september 1944 ging Operatie Market Garden van start. Een onderdeel van deze operatie was het veroveren van de spoor- en autowegbruggen over het kanaal, over rivier de Aa en de inname van Veghel (gelegen naast Erp). De parachutisten werden aangevoerd in C-47 Skytrain toestellen, waarvan er 135 bestemd waren voor Veghel. In Erp zag men in de namiddag van 17 september de toestellen overvliegen. Een van deze vliegtuigen, bijgenaamd ‘Sonya’ stond onder leiding van de 25-jarige 1e luitenant Herbert Schulman uit Chicago. Het vliegtuig vertrok tussen 10:25 en 11:25 (Britse tijd) vanaf vliegbasis Chilbolton in Hampshire te Engeland. Aan boord bevonden zich vier bemanningsleden en veertien parachutisten. Boven de buurt van Eindhoven raakte het toestel in de problemen, vermoedelijk door aanvallen van de Duitse luchtafweer. Het toestel vloog als gevolg hiervan in brand. Schulman vloog het toestel echter wel door naar het landingsgebied in Veghel. “Maak je over mij geen zorgen. Ik lever de jongens af waar ze moeten zijn”, zou Shulman nog gemeld te hebben aan de vluchtleider van het 501e Regiment dat in Veghel moest landen. De parachutisten werden boven het droppingsgebied in Veghel gelost. Hierna verliet Schulman snel de formatie en verloor veel hoogte. Zo kwam hij rond 3 uur in de middag boven Erp te vliegen. De situatie  escaleerde daar verder nadat een deel van de vleugel afbrak. Het toestel maakte een scherpe zwaai naar rechts en stortte zo neer op de oever van de Aa op de Vogelenzang in Erp. Diezelfde avond werd Schulman nog begraven op het kerkhof in Erp, dit gebeurde onder grote belangstelling van de inwoners van het dorp. Velen van hen hadden het toestel immers zien neerstorten of in de tussentijd meegekregen wat er was gebeurd. Een van de nog gave propellers van de C-47 werd een dag later bij het graf geplaatst als ereteken. Deze propeller staat nu steeds op het kerkhof. Schulman verbleef tot juli 1945 op het Erpse kerkhof en is daarna verplaatst naar grote militaire begraafplaatsen in Son en later in Limburg, om in 1948 begraven te worden op een begraafplaats in Chicago, naar wens van zijn familie. Als eerbetoon aan zijn heldendaad ontving Schulman in 1948 de Militaire Willemsorde van de Nederlandse regering.

### Botsing tussen twee bommenwerpers
Als onderdeel van Operatie Market Garden stegen op 2 november 1944 in Engeland rond 11 uur in de morgen (Britse tijd) 184 viermotorige Lancaster bommenwerpers op voor een aanval op de olie-installaties in Homberg/Meerbeck in het Ruhrgebied. Twee van deze bommenwerpers kwamen na de bombardementsopdracht te hebben uitgevoerd echter in botsing boven Veghel. Een van de twee stortte direct neer op een akker op de Heuvel in Veghel, dicht bij Erp. Het andere toestel stortte later neer tussen Schijndel en Sint-Oedenrode. Het toestel dat neerstortte in Veghel trok veel aandacht, niet alleen van de plaatselijke bevolking, maar eveneens van de zijde van Britse troepen. In Erp lag het volledige 83e GCC (Group Control Centre) van de Royal Air Force (RAF) en leden hiervan kwamen onmiddellijk in actie. Er werden van zeven bemanningsleden stoffelijke resten gevonden, deze werden door een Rode Kruiswagen van de RAF naar het kerkhof in Erp gebracht en diezelfde dag nog door een militaire eenheid begraven. Tevens werd het stoffelijke overschot van de boordwerktuigkundige van de tweede Lancaster die bij de botsing betrokken was, de PB115 LS-W, in Veghel gevonden en tezamen met de zeven bemanningsleden van de Lancaster HK612 LS-L begraven op het kerkhof van Erp. De graven werden voorzien van houten kruizen met een summiere aanduiding van persoonlijke gegevens. Op de plaats waar de acht Britse soldaten begraven werden lag al een Britse landmachtsoldaat begraven, verdronken in de Zuid-Willemsvaart op 11 oktober dat jaar.  Overeenkomstig de uitgangspunten van de Britse gravendienst (de Commonwealth War Graves Commission) zijn de Britse gesneuvelden op het kerkhof in Erp gebleven en niet overgebracht naar een afzonderlijk oorlogskerkhof. In de jaren vijftig werden de kruizen vervangen voor marmeren stenen, afkomstig vanuit de uitgangspunten van diezelfde Britse gravendienst. Deze negen graven zijn sindsdien niet meer veranderd en nu onderdeel van het oorlogsmonument, samen met de propeller afkomstig van de C-47A Skytrain. Twee bemanningsleden van de PB115 LS-W slaagden erin om boven Erp-Veghel uit het neerstortende toestel te springen en per parachute te landen. Zij kwamen veilig terecht in de buurt van het waterleidingstation Oost-Brabant en overleefden daarmede als enigen de botsing. Het waren D. Garber, bommenrichter en L. Jeffrey, staartschutter.

## Locatie
Het monument is gelegen op het kerkhof in Erp. De propeller dient als middelpunt. De acht graven van de Britse militairen omgekomen bij de botsing van de twee bommenwerpers staan voor de propeller. Het graf van de Britse militair omgekomen bij de Zuid-Willemsvaart staat daarachter. In 2005 is de propeller gerenoveerd. 